# Pinnacle Foods
Pinnacle Foods, Inc. är ett amerikanskt livsmedelsföretag som producerar, marknadsför och distribuerar livsmedel som bland annat bakningsmixar, barbecuesåsar, bröd, chiliprodukter, fiskprodukter, färdigmat, glutenfri kost, grönsaker, hälsokost, korvar, pannkakor, pizzor, salladsdressingar, saltgurkor, sirap, snacks och våfflor.
1998 avknoppade Campbell Soup Company flera varumärken och placerade dem i ett separat bolag och som fick namnet Vlasic Foods International, efter saltgurksvarumärket Vlasic Pickles. 2007 blev man uppköpta av riskkapitalbolaget Blackstone Group för $2,16 miljarder och 2013 började företaget handlas på New York Stock Exchange (NYSE), där Blackstone fick in $580 miljoner och Pinnacle fick en värdering på $2,3 miljarder vid börsintroduktionen. I maj 2014 meddelade konkurrenten Hillshire Brands att man hade för avsikt att förvärva Pinnacle för $6,6 miljarder, affären dog dock ut på grund av att Tyson Foods blandade sig i och där Hillshire fick se sig själva bli förvärvade för $8 miljarder.
För 2015 hade de en omsättning på nästan $2,7 miljarder och i maj 2016 bestod deras personalstyrka av 4 300 anställda. Deras huvudkontor ligger i Parsippany i New Jersey.